# ZiLOG
ZiLOG Inc., a menudo escrito Zilog, es un fabricante de microprocesadores, siendo su producto más conocido el Zilog Z80 de 8 bits. Zilog fue fundada en California en 1974 por Federico Faggin y Ralph Ungermann, el cual había trabajado en Intel como diseñador jefe del microprocesador Intel 4004 y posteriormente del Intel 8080. Masatoshi Shima, que también trabajó con Faggin en el 4004 y el 8080, se unió a Zilog en 1975. Ungermann tuvo una pelea con Faggin y dejó Zilog en 1978. La compañía se convirtió en una subsidiaria de Exxon en 1980, pero la gerencia y los empleados la compraron en 1989, dirigida por el Dr. Edgar Sack. 

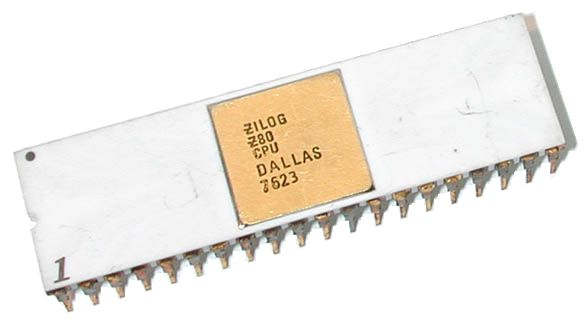
El icónico procesador de 8 bits de Zilog, el Z80. En la foto se muestra uno de los primeros Z80 fabricados.

En 1976 la compañía crea el Zilog Z80. El Z-80 o Z80 es un microprocesador construido en tecnología NMOS, y está basado en el Intel 8080. Básicamente es una ampliación de este, con lo que admite todas sus instrucciones. Con este nuevo producto Faggin realizó una gira por el mundo buscando potenciales clientes.

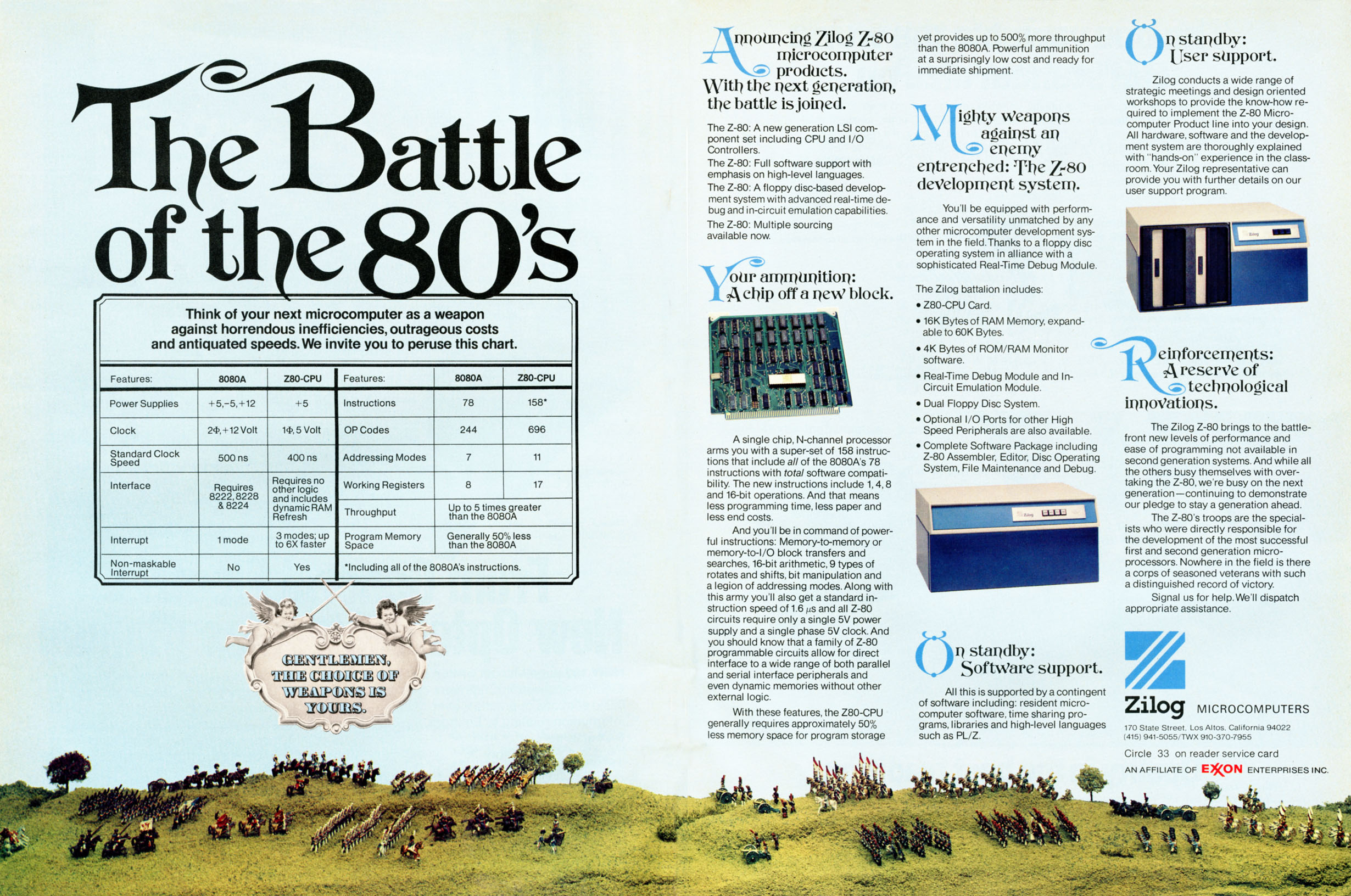
Mayo de 1976 Anuncio del Zilog Z-80 microprocesador de 8-bit

Un año después sale al mercado el primer computador que hace uso del Z80, el Tandy TRS-80 Model 1 con un Z80 a 1,77 MHz y 4 KB de RAM. Acaba desplazando al 8080 del mercado por su menor precio y mayores prestaciones. El mercado de ordenadores acaba prácticamente repartido a medias entre el Z80 y el MOS 6502. Varias videoconsolas como la Coleco, Sega Master System o Sega Game Gear la utilizan como CPU principal, y la Game Boy lo integra como un núcleo modificado. Una vez en la época de los 16 bits es usado como procesador secundario por la Sega Mega Drive/Sega Genesis o la Neo Geo Pocket. Se utiliza en varias tarjetas inteligentes de ampliación de IBM PC (como controladoras SCSI)
Tras del Z80 Zilog introduce varios procesadores de 16 bits y 32 bits, pero sin mucho éxito, por lo que la compañía se orienta al mercado de microcontroladores, produciendo CPUs básicas y Circuitos Integrados para Aplicaciones Específicas (ASICs/ASSPs) construidos alrededor del núcleo de sus procesadores. Además de procesadores, Zilog ha fabricado numerosos componentes electrónicos. Uno de los más famosos es el controlador de comunicaciones serie Zilog Z8530 que puede encontrarse en los Sun SPARCstations y SPARCservers hasta la SPARCstation 20.
La compañía se convierte en una subsidiaria de Exxon en 1980, pero la dirección y los empleados la recompran en 1989. Se realiza una OPV en 1991 (Zilog cotiza en bolsa en NASDAQ bajo el símbolo ZILG). En el año 1995 crean el V-Chip que permite funciones de control para padres en televisores estadounidenses. Es adquirida por Texas Pacific Group en 1998, que, tras del desplome de precios del mercado de chips, reorganiza la compañía tras declararse en suspensión de pagos en 2001. Ese mismo año Zilog lanza el eZ80, un procesador orientado al mercado de telecomunicaciones, empleado por la compañía española Data Voice en su gama de automarcadores. Es además uno de los líderes del mercado de controladores infrarrojos (incluidos en los mandos a distancia)

## Lista de productos de ZiLOG

### Familias deMicroprocesadores

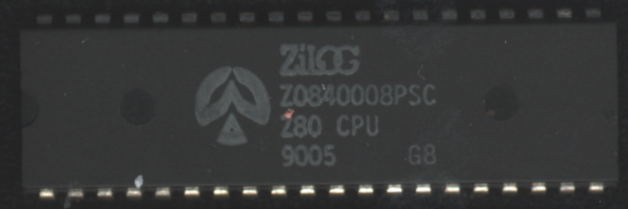
Zilog Z80 A.

- Zilog Z80 (1976)
- Zilog Z8000 (ca 1978)
- Zilog Z8 (1979)
- Zilog Z800 (1985)
- Zilog Z80000 (finales 1985)
- Zilog Z280 (principio 1986)
- Zilog Z180 (finales 1986)
- Zilog Z380 (1994)
- Zilog eZ80 (2001)
- Zilog eZ8 (2005)

### Familias deMicrocontroladores
- Zilog Z8 Encore!
- Zilog Z8 Encore XP!

### Controladores deInfrarrojos
- Zilog Crimzon

### Transmisor-receptorIrDA
- ZHX series

### Controladores de Comunicaciones

#### Microprocesadores
- Z80382/Z8L382

#### Módemen un solo chip
- Z022 series

#### AdaptadorPCMCIA
- Z16017/Z16M17/Z86017

#### Controlador Wireless
- Z87200
- Z87L01
- Z87L10

### Procesador digital de señal(DSP)
- Z86295
- Z89 series

### Controladores deTV

#### Decodificadores de línea 21 (subtítulos,V-chip)
- Z86129/Z86130/Z86131
- Z86228/Z86229/Z86230

#### Controladores de TV
- Z90231
- Z90233
- Z90251
- Z90255